# Arcangelo Russo
Arcangelo Russo (San Cataldo, 1º  settembre 1923 – 11 maggio 1975) è stato un politico italiano.

## Biografia
Preside scolastico, nel 1972 viene eletto nella VI legislatura al Senato nelle file della Democrazia Cristiana. Muore l'11 maggio 1975 all'età di 51 anni da senatore in carica, venendo sostituito a Palazzo Madama da Antonino Rizzo.